# Hiltermannicythere sphaerulolineata
Hiltermannicythere sphaerulolineata is een mosselkreeftjessoort uit de familie van de Trachyleberididae. De wetenschappelijke naam van de soort is voor het eerst geldig gepubliceerd in 1856 door Jones.